# Qacha's Nek (district)
Qacha's Nek is een district van Lesotho. Het heeft een oppervlakte van 2349 km² en kent een inwoneraantal van ongeveer 70.000.
De gelijknamige plaats is er de enige stad en daarmee hoofdstad (Engels: camp town; Afrikaans: kampdorp).

In het zuiden en oosten grenst het district aan Zuid-Afrika.
Daarnaast zijn er grenzen met de volgende andere districten
- Quthing - zuidwesten
- Mohale's Hoek - westen
- Thaba-Tseka - noorden

In de gemeente Khomo-Phatšoa, nabij het dorp Sehlabathebe, ligt het Sehlabathebe National Park, onderdeel van het werelderfgoed Maloti-Drakensberg Park.
Berea · Butha-Buthe · Leribe · Mafeteng · Maseru · Mohale's Hoek · Mokhotlong · Qacha's Nek · Quthing · Thaba-Tseka